# Jochem Vermeulen
Jochem Vermeulen, né le 2 août 1998, est un athlète belge, spécialiste des courses de demi-fond.

## Biographie
Le 12 juin 2024, aux Championnats d'Europe de Rome, il participe au 1 500 m. Il améliore son record personnel en courant en 3 min 33 s 30 et remporte la médaille d'argent.
Le 20 juillet, lors du London Grand Prix faisant partie de la Ligue de diamant, il bat le record de Belgique du mile en courant en 3 min 51 s 00.

## Palmarès
| Date | Compétition           | Lieu | Résultat | Epreuve | Marque        |
| ---- | --------------------- | ---- | -------- | ------- | ------------- |
| 2024 | Championnats d'Europe | Rome | 2e       | 1 500 m | 3 min 33 s 30 |

## Records
| Épreuve | Marque             | Lieu     | Date            |
| ------- | ------------------ | -------- | --------------- |
| 1 500 m | 3 min 31 s 74 (RN) | Lausanne | 22 août 2024    |
| Mile    | 3 min 51 s 00 (RN) | Londres  | 20 juillet 2024 |